# Jackie Speier
Karen Lorraine Jacqueline Speier, detta Jackie (San Francisco, 14 maggio 1950), è una politica statunitense, membro della Camera dei Rappresentanti per lo stato della California dal 2008 al 2023.

## Biografia
La Speier, nata da un'Armeno-americana e dal figlio di un rifugiato ebreo, crebbe a San Francisco in un ambiente apolitico. Ottenne un bachelor dall'Università della California, Davis. Si sposò con il Dr. Steve Sierra, da cui ebbe il figlio Jackson nel 1988, mentre lavorava nell'Assemblea di Stato della California. Nel 1994, mentre Jackie era incinta della figlia Stephanie, Steve morì in un incidente stradale all'età di 53 anni. La Speier si occupò dei suoi figli da sola, finché non si risposò nel 2001 con il consulente finanziario Barry Dennis.
Nel 1978 Jackie Speier era una collaboratrice del deputato Leo Ryan, quando l'uomo decise di recarsi a Jonestown per indagare meglio sulla storia del Tempio del popolo. I seguaci della setta tesero una trappola allo staff di Ryan e aprirono il fuoco contro di loro, uccidendo cinque persone, fra cui lo stesso Leo Ryan. La Speier si rifugiò con altre persone dietro le ruote di un piccolo velivolo, ma venne comunque colpita da cinque proiettili e attese 22 ore prima dell'arrivo dei soccorsi. In quelle stesse ore gli adepti del Tempio del Popolo organizzarono un suicidio di massa passato poi alla storia.
Jackie Speier si candidò per rimpiazzare Ryan, ma perse le elezioni. Negli anni seguenti divenne però membro dell'Assemblea di Stato e del Senato della California. Nel 2006 si candidò a Vicegovernatore della California, ma perse le elezioni contro il rivale John Garamendi. Nel 2008 la Speier riuscì a vincere le elezioni speciali per la Camera dei Rappresentanti (conseguenti alla morte di Tom Lantos) e approdò così al Congresso diventando membro della Camera dei Rappresentanti per lo stato della California.
Fu rieletta per altri sette mandati. Nel 2022 annunciò che non si sarebbe ricandidata ulteriormente e lasciò così il Congresso dopo quindici anni di permanenza.